# Arthur Goldschmidt
Vous pouvez aider à l'améliorer ou bien discuter des problèmes sur sa page de discussion.
- Son texte doit être wikifié : il ne correspond pas à la mise en forme Wikipédia (style, typographie, liens internes, liens entre les wikis, etc.). (Marqué depuis juillet 2022)
- Il n’est pas rédigé dans un style encyclopédique. (Marqué depuis juillet 2022)
- La traduction doit être revue. Le contenu est difficilement compréhensible à cause d’erreurs de traduction, peut-être dues à l’utilisation d’un logiciel de traduction automatique. (Marqué depuis juillet 2022)

Pour les articles homonymes, voir Goldschmidt.

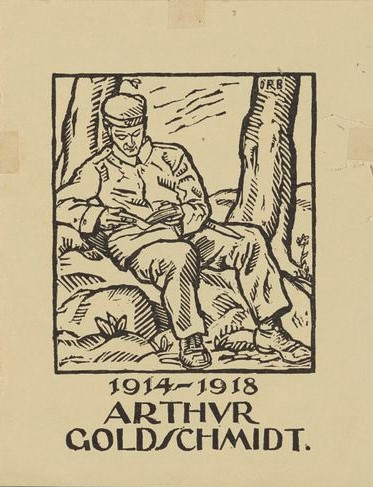
Otto Richard Bossert, ex-libris

Arthur Goldschmidt, né le 17 juin 1883 à Leipzig (Allemagne) et décédé le 12 janvier 1951 à Cochabamba en Bolivie, est un chef d'entreprise, publiciste et bibliophile allemand de la première moitié du XXe siècle.

## Famille
Arthur Goldschmidt est le fils aîné d'Adolf Goldschmidt (1855-1930) et de Sophia Shakian (1861-1949). Il grandit à Leipzig avec ses frères et sœurs Claire, Else, Hilde et Fritz. 
Avec son épouse Hertha, née Aren (1895-1953), Arthur Goldschmidt a deux enfants : Hans Peter (1918-1992) et Hannelore (1919-1990). En 1938, Peter Goldschmidt est déporté au camp de concentration de Buchenwald, près de Weimar. Arthur Goldschmidt est aussi incarcéré temporairement à Leipzig. Hannelore et Peter, puis leurs parents Hertha et Arthur Goldschmidt, réussissent à s'enfuir en Bolivie à la fin des années 1930[précision nécessaire]. À la différence de leurs deux enfants, le couple ne reviendra pas en Allemagne. Arthur Goldschmidt décède le 12 janvier 1951 à Cochabamba, en Bolivie, où se trouvent ses restes dans le cimetière juif. Son épouse meurt le 27 novembre 1953 en Bolivie également. Ses restes se trouvent dans le cimetière de la capitale, Sucre.
Leur fille Hannelore (épouse Baender) rentre en Allemagne de l'Est après la Seconde Guerre mondiale, tandis que leur fils Hans Peter s'installe à Berlin-Ouest. En Bolivie, Hans Peter se marie avec Brizeida Aliaga Méndez et a trois enfants. Le fils aîné, Thomas (Tommy) Goldschmidt, fonde le groupe de musique Karthago dans les années 1970. Il habite encore à Berlin aujourd'hui[Quand ?]. Sa première fille, Miriam Goldschmidt, habite en Bolivie et la cadette, Ruth, au Brésil.
La sœur cadette d'Arthur Goldschmidt, Hilde Goldschmidt, rentre de son exil anglais à Kitzbühel (Autriche) en 1950. Là, elle reprend sa carrière artistique en tant que peintre et graphiste. Dans les années 1920, elle a étudié avec l'expressionniste Oskar Kokoschka à l'Académie des beaux-arts de Dresde. Auparavant, elle avait étudié le dessin, la lithographie et la xylographie en bois à l'Académie d'arts graphiques et librairie de Leipzig avec Hugo Steiner-Prag.

## Biographie
(avril 2023).
Le contenu est difficilement compréhensible vu les erreurs de traduction, qui sont peut-être dues à l'utilisation d'un logiciel de traduction automatique.
Arthur Goldschmidt est né en Packhofstrasse 1-2, non loin de la Gare centrale de Leipzig. L'entreprise fondée en 1880, aussi se trouvait dans cette adresse même après le changement de numéro de maison : "Adolf Goldschmidt. Getreide, Mühlenfabrikate und Futterartikel". En 1886, la famille a déménagé à Auenstraße, qui est passé à se appeler Hinrichsenstraße en 2001. Le quartier nommé Waldstrassenviertel, dans celui qui se trouve la Auenstrasse, a été fortement influencé par les citoyens juifs de Leipzig, par exemple 20 % de la population locale est d'origine juive. Arthur Goldschmidt apparaît pour la première fois dans le livret d'adresse de Leipzig en 1917 avec sa propre direction résidentielle. La rue Fockestraße se trouve dans la banlieue sud de Leipzig, de même que la Auenstraße, son architecture se caractérise par l'époque guillermine. De 1928 à 1931, Arthur Goldschmidt et sa famille ont habité dans un appartement en Kronprinzenstraße 1c, aujourd'hui Kurt-Eisner-Straße. Ceci a été suivi autour de 1932 par le déménagement à la proche Floßplatz 31 III. Arthur a déménagé à son dernier lieu de résidence, en Kreuzstraße 4 dans le Quartier Graphique, avant de fuir en Bolivie en 1934.

## Arthur Goldschmidt en tant que bibliophile

### Bibliothèque privée
Selon sa fille Hannelore, la bibliothèque d'Arthur Goldschmidt contenait autour de 40 000 volumes. Un bibliothécaire spécialement embauché a pris en charge la supervision de la collection. De nos jours,[Quand ?] la majeure partie de la collection est considérée comme perdue. Seul un volume avec divers écrits de Christian Fürchtegott Gellert a pu être récupéré dans une réserve de la bibliothèque de la duchesse Anna Amalia. Basé sur un ex-libris préalablement inconnu, ce volume a été assigné à la collection d'Arthur Goldschmidt. Cet exemplaire a aussi été classé en tant que pillage nazi et a été rendu a posteriori.

### Collection d'almanachs
Les buts principaux de la collection de Goldschmidt étaient les almanachs en allemand de la période 1750-1850 faisant référence à la littérature, l'art, le théâtre et la musique allemands. Sa collection, qui a été donnée aux archives Goethe et Schiller de Weimar en 1936, comprend plus de 3 000 almanachs. La collection d'almanachs allemands était alors sans doute une des plus grandes du monde. En 1955, la bibliothèque de l'État de Thuringe, prédécesseur de l'actuelle bibliothèque de la duchesse Anna Amalia, a fait un grand inventaire d'almanachs repris des archives de Goethe et Schiller. Parmi eux se trouvaient ceux de la collection Goldschmidt. Les volumes sont désormais disponibles en consultation dans le catalogue de la bibliothèque de la duchesse Anna Amalia.

## Publication de l'Almanach de Goethe(1932)
L'œuvre Goethe im Almanach a été publiée en 1932, c'est-à-dire l'année du centenaire de la mort de Goethe, par Hermann-Eichblatt Verlag Leipzig. Le nombre exact de copies n'est pas connu ; l'édition était vendue au prix de 16 reichsmarks. La reliure a été dessinée par Hugo Steiner-Prag, qui avait pour élève Hilde Goldschmidt, la sœur d'Arthur Goldschmidt.